# L'Illuminazione di Peter Schock
L'illuminazione di Peter Schock è una trilogia di libri, dal tema fantascientifico, scritti dalla autrice Linda Buckley-Archer. Iniziata nel 2006, essa è nota anche con il nome di La trilogia di Gideon e The Time Quake Trilogy. I libri trattano il tema dei viaggi del tempo e dell'avventura, raccontando le vicende di due ragazzi del XXI secolo, catapultati di colpo nella Londra del XVIII secolo.
La trilogia comprende:
- Gideon il tagliaborse (2006).
- Il ladro del tempo (The Tar Man) (2007).
- Il fantasma del tempo (Time Quake) (2009).

## Trama
Un giorno Peter Schock e la sua nuova amica Kate Dyer vengono portati in visita a un laboratorio nel Derbyshire. In esso il padre di Kate, un noto scienziato, a appena portato a termine un progetto per la NASA sull'antigravità. Durante la visita, a causa di un incidente con il cane di Kate, essi vengono in contatto con la macchina antigravità e la conseguenza inaspettata, persino per gli scienziati, è che essi si ritrovano catapultati indietro nel tempo nella Londra del 1763.
In un'epoca così diversa e estranea dalla loro, dopo l'iniziale spaesamento, essi dovranno abituarsi alla sua quotidianità e ai suoi pericoli, cercando al col tempo un modo per ritornare a casa, potendo contare anche sull'aiuto di Gideon Seymour, un tagliaborse pentito. Tuttavia ad ostacolare i ragazzi sulla loro strada, ci sarà un personaggio oscuro e misterioso che risponde al nome di Tarman (uomo pece). Tarman è un criminale scaltro e spietato e, quando scopre la provenienza dei ragazzi, egli non esita a usare la macchina antigravità per il proprio tornaconto.
Di salto in salto, rompendo ogni volta le barriere del tempo e provocando cambiamenti nella storia, essi causeranno realtà parallele e la quasi distruzione dell'universo, a cui si dovrà porre rimedio.